# Зафир Димков
Зафир (Дзане) Димков е български революционер, деец на Вътрешната македоно-одринска революционна организация.

## Биография
Зафир Димков е роден през 1866 година в град Куманово, тогава в Османската империя. Той е един от основателите на комитета на ВМОРО в Куманово. По време на Винишката афера е заловен от турските власти и измъчван, освобождава се чрез подкуп от 200 гроша.
Проявява активно своята българщина, заради което по време на Първата световна война е отвлечен от отстъпващите сръбски войници в Прищина, откъдето по-късно е освободен от български части. Дочаква освобождението на Вардарска Македония по време на Втората световна война. Умира на 3 ноември 1941 година.
Синът му Коле Зафиров Димков от Куманово по време на Балканската война е доброволец в Македоно-одринскито опълчение в 3 рота на 2 скопска дружина.